# مشروع مارشال

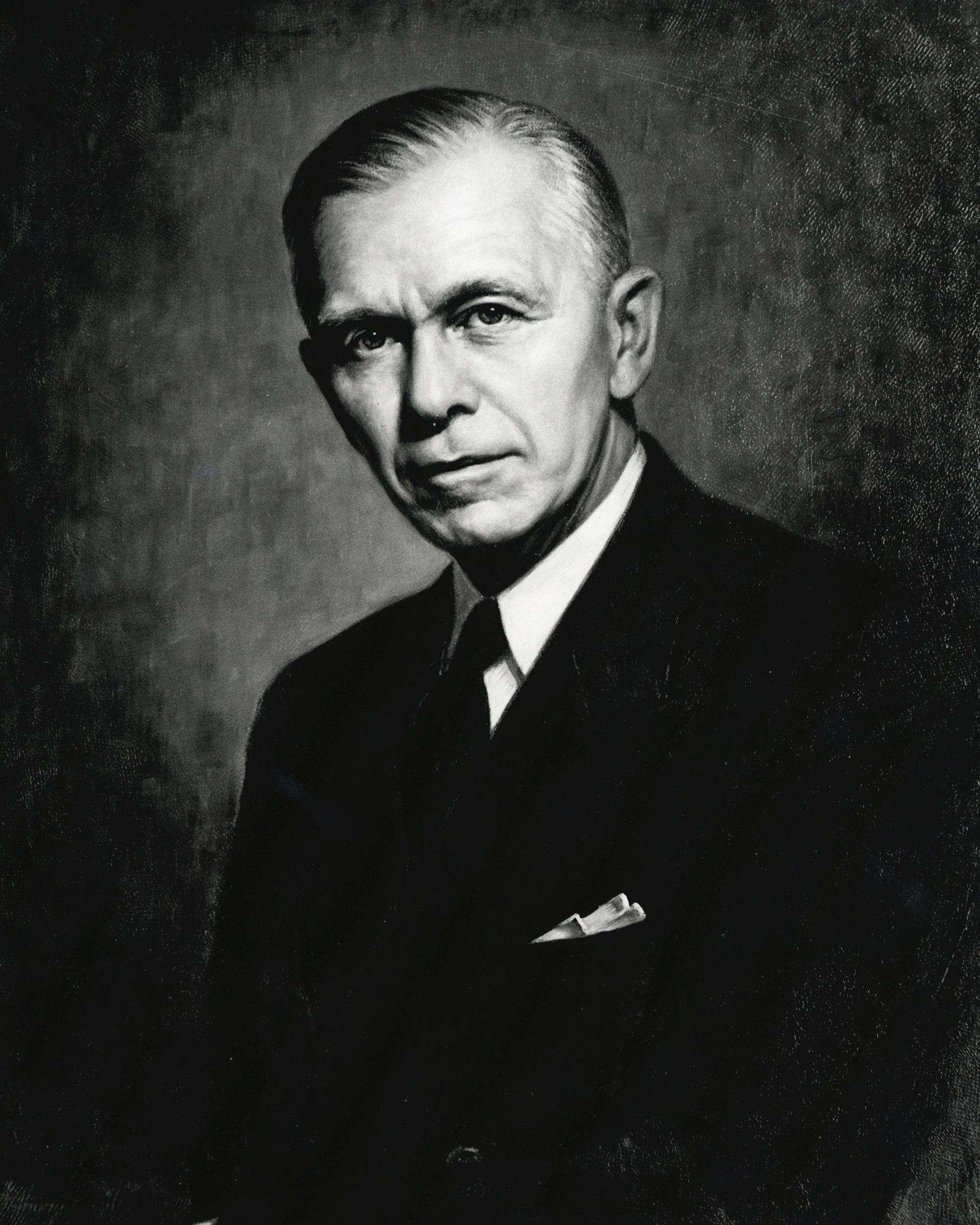
وزير الخارجية الأمريكي جورج مارشال، صاحب المشروع.

مشروع مارشال هو مبادرة أطلقتها الولايات المتحدة عام 1948، قصدت بها إعانة أوروبا الغربية التي أضناها الدمار وأثقلها الفقر بعد الحرب العالمية الثانية. فكان أن أرسلت لها الأموال التي بلغت 13 ملياراً من الدولارات في ذلك الزمان، تقصد بها ترميم المدن، وإحياء الصناعة، ودفع عجلة الاقتصاد.
وقد وُزعت هذه المساعدات على دول الكتلة الغربية بحسب حاجتها وعدد سكانها، فكان النصيب الأكبر للمملكة المتحدة، ثم فرنسا، تليها ألمانيا الغربية. أما الدول الواقعة تحت نفوذ الاتحاد السوفيتي، فقد حرمت من هذه الإعانة، إذ رفض الاتحاد المشاركة فيها، ومنع دول الكتلة الشرقية (الدول التي كانت تحت نفوذه) من الاستفادة منها.
وكان للمشروع أهدافا محددة، منها إزالة الحواجز بين الدول الأوروبية، وتقوية أواصر التعاون بينها، ودفعها إلى تبني سياسات اقتصادية حديثة تزيد من الإنتاجية وتنهض بالصناعة والتجارة. ولم تكن تلك المساعدات وحدها كفيلة بإحداث تحول كبير، إذ لم تتجاوز نسبتها 3% من الدخل القومي الإجمالي للدول المستفيدة، لكنها مع ذلك كانت حجر الأساس الذي بني عليه التعافي.
لكن كانت الأسباب وراء مشروع مارشال أعمق من تلك التي أُعلنت، إذ لم يكن الهدف مقتصراً على إعادة إعمار أوروبا الغربية فحسب، بل كان يرمي إلى تحقيق مكاسب استراتيجية بعيدة المدى للولايات المتحدة صاحبة اقوى اقتصاد آنذاك. فقد أدركت واشنطن أن مساعدة أوروبا في النهوض من رماد الحرب سيجعل منها حليفاً قوياً وركناً أساسياً في مواجهة الاتحاد السوفيتي الذي بدأ يمد نفوذه على دول الكتلة الشرقية، ناشراً أيديولوجيته الشيوعية التي كانت تهدد التوازن العالمي حسبهم.
وقد ارتبط المشروع باسم وزير الخارجية الأمريكي جورج مارشال، الذي دعا إليه في خطبته الشهيرة بـجامعة هارفارد عام 1947. وقد نال المشروع تأييداً واسعاً في أروقة السياسة الأمريكية، حيث اتفقت عليه الأطياف السياسية رغم تردد بعض رجال الأعمال الذين خشوا أن يؤدي إلى منافسة اقتصادية أجنبية. أما الاتحاد السوفيتي، فقد كان قد أطلق مشروعا مماثلا يعرف بـمشروع مولوتوف، لكنه لم يحقق النجاح ذاته، إذ أثقلت الحرب كاهله، ولم يكن بمقدوره دعم اقتصاده ودعم حلفائه في آنٍ معاً.

## فكرة المشروع و تأثيره

الدول التي تلقت مساعدات بموجب خطة مارشال. توضح الأعمدة الزرقاء المبلغ النسبي لإجمالي المساعدات لكل دولة.

انعقدت أولى ملامح مشروع مارشال لإعادة الإعمار خلال اجتماع للدول الأوروبية في 5 يونيو 1947، حيث صيغت خطة تقدم المساعدات للدول التي دمرتها الحرب العالمية الثانية. لم تُستثنَ دول الاتحاد السوفيتي وحلفائه من هذا العرض، فقد عُرضت عليهم المساعدات ذاتها، إلا أنهم رفضوا ذلك، إذ كان القبول يعني فتح باب النفوذ الأمريكي على اقتصاداتهم، وهو ما أباه السوفييت أشد الإباء، وفرضوه على حلفائهم كما كان الحال مع فنلندا التي أعرضت عن المشاركة تحت ضغطهم. وكان وزير الخارجية الأمريكي، جورج مارشال، على يقين أن جوزيف ستالين لم يكن يرغب في استعادة أوروبا الغربية لعافيتها الاقتصادية.
أقدم الرئيس الامريكي هاري ترومان في 3 أبريل 1948، على التوقيع و الموافقة على المشروع، الذي خصص 5 مليارات دولار كمنحة أولية لـ16 دولة أوروبية. وخلال السنوات الأربع التي استمر فيها المشروع، قدمت الولايات المتحدة 17 مليار دولار إضافية، ما يعادل 240.95 مليار دولار في عام 2023، كمساعدات تسند بها اقتصادات تلك الدول وتعيد لها قدرتها على التعافي. وكان ذلك الدعم يشكل جزءاً كبيراً من حجم الاقتصاد الأمريكي، فقد بلغ الناتج المحلي الإجمالي للولايات المتحدة حينها 258 ملياراً من الدولارات. وما إن انتهى مشروع مارشال في عام 1951، حتى حل محلها مشروع آخر عُرف بـ «مشروع الأمن المتبادل»، واستمر بدوره يمنح المساعدات حتى عام 1961.
ولما انتهى التمويل بحلول عام 1952، كانت كل دولة مشاركة قد تجاوزت اقتصادياً مستويات ما قبل الحرب، بل إن الإنتاج في عام 1951 كان يزيد بنحو 35% على ما كان عليه في عام 1938. ومضت أوروبا الغربية في طريق النمو والازدهار خلال العقدين التاليين، حتى صار البعض يتساءل عما إذا كان ذلك كله بسبب الخطة، أم أن جزءاً منه كان ليحدث على أي حال.
وقد قال بول هوفمان، رئيس إدارة التعاون الاقتصادي، في حديثه أمام الكونغرس عام 1949، إن هذه المساعدات شكلت «الإطار الحاسم» الذي اعتمدت عليه الاستثمارات الأخرى في أوروبا، مما جعل المشروع «أساساً» لانطلاقة جديدة للقارة. اعتُبر مشروع مارشال واحدًا من العناصر الأولى المساهمة في التكامل الأوروبي، إذ استطاع إلغاء العوائق التجارية وإنشاء مؤسسات هادفة إلى تنظيم الاقتصاد على المستوى القارّي، وبالتالي شجّع على عملية إعادة الإعمار السياسي الكامل لأوروبا الغربية.
وقد خلص المؤرخ الاقتصادي البلجيكي هيرمان فان دير وي إلى أن مشروع مارشال كان نجاحاً باهراً، قائلاً: «لقد أعطى المشروع دفعة جديدة لإعادة الإعمار في أوروبا الغربية، وأسهم بشكل حاسم في تجديد نظم النقل، وتحديث المعدات الصناعية والزراعية، واستئناف الإنتاج، وزيادة الإنتاجية، وتيسير التجارة بين الدول الأوروبية.».

## الدمار الناجم عن الحرب

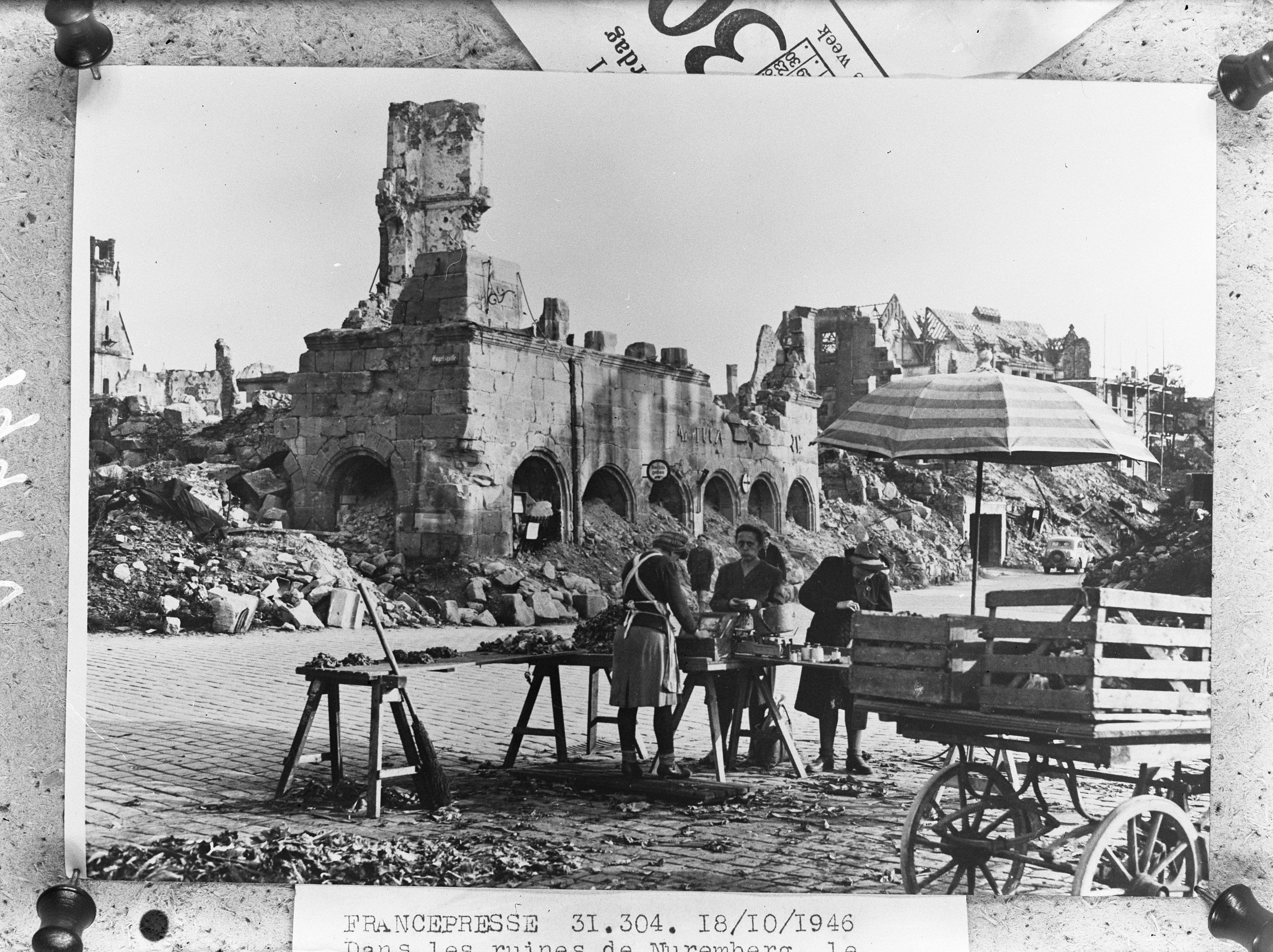
أنقاض سوق مدمر في نورنبرغ في شهر أكتوبر عام 1946

لما انقضت الحرب العالمية الثانية، اجتاح الدمار أرجاء أوروبا، وأتت الغارات الجوية المتواصلة على مدنها الكبرى، فهدمت مبانيها وخرّبت منشآتها الصناعية، حتى صار الملايين من أهلها لا مأوى لهم، يعيشون في مخيمات مؤقتة، ينتظرون المساعدات الأمريكية التي أشرفت عليها إدارة الأمم المتحدة للإغاثة والتأهيل ومعها وكالات أخرى.
وتفاقمت الأحوال حين تعطلت طرق التجارة، وضاقت موارد العيش، واشتدت أزمة الغذاء في شتاء عامي 1946 و1947، الذي كان من أقسى الفصول على الناس والزرع. وفي تلك الأيام، بين يوليو 1945 ويونيو 1946، نقلت الولايات المتحدة إلى أوروبا واليابان 16.5 مليون طن من الغذاء، غالبيتها من القمح، وكانت تلك الكميات تمثل سدس مخزون الغذاء الأمريكي، وتقدر بـ35 تريليون سعرة حرارية، تكفي لإعطاء 400 سعرة يومياً لـ300 مليون نسمة على مدى عام كامل.
وضُربت البنية التحتية للنقل، إذ أتت الغارات الجوية على السكك الحديدية والجسور والموانئ، وغُرقت السفن التجارية التي كانت عماد التجارة. وعلى الرغم من أن القرى والبلدات الصغيرة لم تكن في مرمى القصف المباشر، إلا أن عزلتها الاقتصادية كانت شديدة بسبب انقطاع وسائل النقل التي تربطها بالمدن الكبرى. ولم يكن لهذه الأزمات أن تُحل بسهولة، فقد أُنهكت خزائن الدول المتحاربة، واستُنفدت مواردها، وباتت عاجزة عن النهوض.
وأما الولايات المتحدة وكندا، فقد خرجتا من الحرب بسلامة بـنيتهما التحتية، وازدهرت اقتصادهما حتى فاق ما كان عليه قبل الحرب. ومع ذلك، لم تكن الصادرات تشكل جزءاً كبيراً من اقتصادهما، فجاءت المساعدات المقدمة ضمن خطة مارشال لتفتح المجال أمام الدول الأوروبية لشراء البضائع المصنعة والمواد الخام منهما، مما عزز اقتصادهما وأسهم في تعافي أوروبا بعد محنتها.

## الأحداث الأوّلية اللاحقة للحرب
انتشرت العديد من الأفكار الإنسانية خلال فترة الخمس سنوات التي تلت تشكيل الأمم المتّحدة. يعود تشكيل كلّ من البنك الدولي وصندوق النقد الدولي إلى تلك الفترة أيضًا. اعتُبرت منظّمة التجارة الدولية واحدةً من الأفكار المقترحة في عام 1947 خلال مؤتمر الأمم المتّحدة للتجارة والتوظيف. بدأ التخطيط لتأسيس الاتفاقية العامة للتعريفة الجمركية والتجارة (جات) في تلك الفترة أيضًا.

### التعافي البطيء
تعافت معظم اقتصادات أوروبا ببطء، إذ أسفرت البطالة ونقص الغذاء عن إضرابات واضطرابات في العديد من الدول. شكّل الإنتاج الزراعي 83% من مستوياته في عام 1938، بينما شكّل الإنتاج الصناعي 88% والصادرات 59%. يُستثنى من هذا الأمر كلّ من المملكة المتّحدة وهولندا وفرنسا، حيث استُعيد مستوى الإنتاج إلى مستويات ما قبل الحرب أي قبل مشروع مارشال، وذلك بحلول نهاية عام 1947. أمّا إيطاليا وبلجيكا فلحقتهم بحلول نهاية عام 1948.

## خطاب مارشال
خلصت الولايات المتحدة إلى أن الحل لا يمكن أن ينتظر أكثر من ذلك، وذلك بعد تأجيل مؤتمر موسكو بعد ستة أسابيع من المناقشات الفاشلة مع السوفييت فيما يتعلق بإعادة إعمار ألمانيا المحتملة. خُطِّط لخطاب كبير لوزير الخارجية جورج مارشال لتوضيح الموقف الأمريكي. ألقى مارشال الخطاب في جامعة هارفرد في 5 يونيو عام 1947، وعرض المساعدة الأمريكية لتعزيز الانتعاش الأوروبي وإعادة الإعمار. وصف الخطاب الخلل في الاقتصاد الأوروبي وقدم سببًا للمساعدة الأمريكية.
إن النظام الحديث لتقسيم العمل الذي يعتمد عليه تبادل المنتجات معرض لخطر الانهيار. يجب أن تكون العواقب على اقتصاد الولايات المتحدة واضحة للجميع؛ وذلك بغض النظر عن التأثير المحبط على العالم بأسره واحتمالات الاضطرابات التي تنشأ نتيجة يأس الأشخاص المعنيين. يُعتبر تقديم الولايات المتحدة كل ما تستطيع فعله للمساعدة في عودة الصحة الاقتصادية الطبيعية إلى العالم، والتي بدونها لا يمكن أن يكون هناك استقرار سياسي ولا سلام مضمون، منطقيًا. إن سياستنا ليست موجهة ضد أي بلد، بل ضد الجوع والفقر واليأس والفوضى. ستجد أي حكومة ترغب في المساعدة في الإنعاش التعاون الكامل من جانب الولايات المتحدة. يجب أن يكون الغرض من ذلك إحياء الاقتصاد العامل في العالم؛ وذلك للسماح بظهور الظروف السياسية والاجتماعية التي يمكن أن تتواجد فيها المؤسسات الحرة.
كان مارشال مقتنعًا بأن الاستقرار الاقتصادي سيوفر الاستقرار السياسي في أوروبا. عرض المساعدة، ولكن الدول الأوروبية كان عليها أن تنظم البرنامج بنفسها.
لا يتضمن الخطاب، الذي كُتب بناءً على طلب مارشال وتوجيهات تشارلز بوهلين، فعليًا على أي تفاصيل ولا أرقام. كان الخطاب اقتراحًا أكثر من مشروع، فكان تحديًا للقادة الأوروبيين للتعاون والتنسيق. طلب الخطاب من الأوروبيين وضع مشروعهم الخاص لإعادة بناء أوروبا، مشيرًا إلى أن الولايات المتحدة ستمول هذا المشروع بعد ذلك. شعرت الإدارة أن الخطة لن تحظى على الأرجح بشعبية بين العديد من الأمريكيين، وكان الخطاب موجهًا بشكل أساسي إلى جمهور أوروبي. لم يتواصل أحد مع الصحفيين، وذلك في محاولة لإبقاء الخطاب خارج الصحف الأمريكية، ودعا ترومان في نفس اليوم إلى مؤتمر صحفي لإزالة العناوين الرئيسية. أُرسِل دين آتشيسون، وكيل وزارة الخارجية، للتواصل مع وسائل الإعلام الأوروبية، وخاصة وسائل الإعلام البريطانية، وعُرِض الخطاب بالكامل على بي بي سي.

## رفض ستالين
استمع وزير الخارجية البريطاني إرنست بيفين إلى خطاب مارشال الإذاعي؛ واتصل على الفور بوزير الخارجية الفرنسي جورج بيدول لبدء إعداد رد أوروبي سريع على العرض (وقبوله)، فأدى ذلك إلى إنشاء لجنة التعاون الاقتصادي الأوروبي. اتفق الاثنان على أنه سيكون من الضروري دعوة السوفييت كقوة حليفة رئيسية أخرى. تضمن خطاب مارشال دعوة إلى السوفييت بشكل صريح، إذ شعروا أن استبعادهم كان سيظهر على أنه إشارة على عدم الثقة. عرف مسؤولو وزارة الخارجية أن ستالين لن يشارك بشكل شبه مؤكد، وأن أي خطة من شأنها إرسال كميات كبيرة من المساعدات إلى السوفييت من غير المرجح أن تحصل على موافقة الكونغرس.

### تمويل جبهات وكالة المخابرات المركزية
تلقت وكالة المخابرات المركزية 5% من أموال مشروع مارشال (حوالي 685 مليون دولار موزعة على ست سنوات)، والتي استخدمتها لتمويل العمليات السرية في الخارج. وُجِّهت الأموال من خلال مكتب تنسيق السياسات نحو دعم النقابات العمالية، والصحف، والمجموعات الطلابية، والفنانين، والمثقفين، الذين كانوا يواجهون نظرائهم المناهضين للولايات المتحدة الذين يدعمهم الشيوعيون. ذهب أكبر مبلغ إلى المؤتمر من أجل الحرية الثقافية. لم يكن هناك عملاء يعملون بين السوفييت أو الدول التابعة لهم. عُقد المؤتمر التأسيسي لمؤتمر الحرية الثقافية في برلين في يونيو عام 1950. تضمن المؤتمر كبار المفكرين من الولايات المتحدة وأوروبا الغربية من الكتاب والفلاسفة والنقاد والمؤرخين، ومنهم: فرانز بوركينو، وكارل ياسبرس، وجون ديوي، وإينياتسيو سيلونه، وجيمس بيرنهام، وهيو تريفور روبر، وآرثر شليزنجر جونيور، وبيرتراند راسل، وإرنست رويتر، وريموند آرون، وألفرد آير، وبينيديتو كروتشه، وآرثر كوستلر، وريتشارد لوينثال، وميلفين جيه لاسكي، وتينيسي وليامز، وإيرفنغ براون، وسيدني هووك. كان هناك محافظون من بين المشاركين، ولكن اليساريين غير الشيوعيين (أو الشيوعيين السابقين) كانوا أكثر عددًا.

## وصلات خارجية
- مشروع مارشال - الأرشيفات الوطنية (بالإنجليزية)